# Risö, Söderköpings kommun
Risö är en ö i Sankt Anna socken, Söderköpings kommun norr om Kallsö intill Yxnö. Ön har en yta av 1,55 kvadratkilometer.
En skärbonde fanns 1537 på Risö, troligen var an även verksam som lots. Hemmanet på Risö fungerade åtminstone under slutet av 1500- och början av 1600-talet som lotshemman. Ön köptes i början av 1800-talet från krono till skatte och i början av 1900-talet fanns flera hushåll på ön. 2012 fanns två fastboende på ön, därtill finns flera fritidshus på ön.